# جون إل. باركر جونيور
جون إل. باركر جونيور (بالإنجليزية: John L. Parker Jr.)‏ (1947)؛ كاتب وروائي أمريكي.

## رواياته
ألف الثلاثية الروائية (عداء لمرة واحدة – العودة إلى كرتاج – سباق المطر) وتسرد كفاح كوينتن كاسيدي وهو عداء مسافات متوسطة شغوف ومهووس. نشرت أول الروايات في عام 1978. ثم نشرت الثانية بعد ثلاثين عاما عام 2007. وفي الرواية «عداء لمرة واحدة» يكون كاسيدي رياضيا في الجامعة ضمن صفوة الرياضيين، يفصل من الدراسة ويحرم من المشاركة في المسابقات في جامعته. يتدرب أملا في التفوق في الرياضة. وفي رواية «العودة إلى كرتاج» تمر عشر سنوات على كاسيدي بعد ابتعاده عن العدو، يبدأ التدرب مجددا في محاولة جادة لاستعادة الشعور ومجد الماضي. وهذه المرة السباق في فئة المسافات الطويلة. وفي رواية عام 2015 «سباق المطر» يعيد كاسيدي سرد سنواته الأولى.